# Diskreditiranje
Diskreditiranje (iz latinskog jezika:' dis = razlomiti i credere = povjerenje) se odnosi na ciljano potkopavanje povjerenja u jednu osobu ili predmet. Ponekad se za postizanje osobnih ciljeva koristi i sredstvo laži.
Sredstva za diskreditiranje su primjerice kleveta, indiskrecije, ili širenje glasina. 
Na području politike sredstvo diskreditacije se koristi za odbacivanje nepoželjnih protivnika, koji nakon uspješnog diskreditiranja često moraju dati ostavku. 
U gospodarstvu se diskreditiranje koristi da bi se kod kupaca ozloglasili proizvodi konkurencije.